# Lätt tungvikt i fristil i brottning vid olympiska sommarspelen 1984
Herrarnas brottningsturnering i fristil i viktklassen lätt tungvikt vid olympiska sommarspelen 1984 avgjordes i Anaheim Convention Center i Anaheim. 

## Medaljörer
| Klass         | Guld            | Silver            | Brons                       |
| Lätt tungvikt | Ed Banach · USA | Akira Ota · Japan | Noel Loban · Storbritannien |

## Resultat
- TO — Vinst genom fall
- SP — Vinst genom överlägsenhet, 12-14 poängs skillnad, förloraren med poäng
- SO — Vinst genom överlägsenhet, 12-14 poängs skillnad, förloraren utan poäng
- ST — Vinst genom teknisk överlägsenhet, 15 poäng skillnad
- PP — Vinst genom poäng, förloraren med tekniska poäng
- PO — Vinst genom poäng, förloraren utan tekniska poäng
- PA — Vinst genom att motståndaren skadas
- DQ — Vinst genom förverkande
- D2 — Båda brottarna diskvalificerade på grund av passivitet  (0-0 poäng)
- DNA — Dök inte upp
- L — Förluster
- ER — Elimineringsrunda
- CP — Klassificeringspoäng
- TP — Tekniska poäng

- PA — Vinst genom att motståndaren skadats

### Elimineringsrunda

#### Pool A
| L              |                             | CP        | TP       |                             | L        |          |
| Omgång 1       | Omgång 1                    | Omgång 1  | Omgång 1 | Omgång 1                    | Omgång 1 | Omgång 1 |
| -------------- | --------------------------- | --------- | -------- | --------------------------- | -------- | -------- |
| 1              | Edwin Lins (AUT)            | 0-4 ST    | 2-15     | Ed Banach (USA)             | 0        |          |
| 0              | Abdul Majeed Maruwala (PAK) | 4-0 ST    | 12-0     | Ilie Matei (ROU)            | 1        |          |
| 0              | İsmail Temiz (TUR)          | 3-1 PP    | 6-5      | Frank Andersson (SWE)       | 1        |          |
| 1              | Amadou Diop (SEN)           | 0-4 TF    | 2:05     | Clark Davis (CAN)           | 0        |          |
| Omgång 2       |                             |           |          |                             |          |          |
| 2              | Edwin Lins (AUT)            | 1-3 PP    | 6-11     | Abdul Majeed Maruwala (PAK) | 0        |          |
| 0              | Ed Banach (USA)             | 3.5-0 SO  | 11-0     | İsmail Temiz (TUR)          | 1        |          |
| 1              | Frank Andersson (SWE)       | 4-0 TF    | 1:17     | Amadou Diop (SEN)           | 2        |          |
| 0              | Clark Davis (CAN)           |           |          | Bye                         |          |          |
| 1              | Ilie Matei (ROU)            |           |          | DNA                         |          |          |
| Omgång 3       |                             |           |          |                             |          |          |
| 1              | Clark Davis (CAN)           | .5-3.5 SP | 2-11     | Ed Banach (USA)             | 0        |          |
| 1              | Abdul Majeed Maruwala (PAK) | 1-3 PP    | 3-3      | İsmail Temiz (TUR)          | 1        |          |
| 1              | Frank Andersson (SWE)       |           |          | Bye                         |          |          |
| Omgång 4       |                             |           |          |                             |          |          |
| 2              | Frank Andersson (SWE)       | 1-3 PP    | 5-8      | Clark Davis (CAN)           | 1        |          |
| 0              | Ed Banach (USA)             | 4-0 TF    | 0:48     | Abdul Majeed Maruwala (PAK) | 2        |          |
| 1              | İsmail Temiz (TUR)          |           |          | Bye                         |          |          |
| Sista omgången |                             |           |          |                             |          |          |
|                | Ed Banach (USA)             | 3.5-0 SO  | 11-0     | İsmail Temiz (TUR)          |          |          |
|                | Clark Davis (CAN)           | .5-3.5 SP | 2-11     | Ed Banach (USA)             |          |          |
|                | İsmail Temiz (TUR)          | 0-4 TF    | 5:05     | Clark Davis (CAN)           |          |          |

| Brottare                    | L | ER | CP  | Sista |
| --------------------------- | - | -- | --- | ----- |
| Ed Banach (USA)             | 0 | -  | 15  | 7     |
| Clark Davis (CAN)           | 1 | -  | 7.5 | 4.5   |
| İsmail Temiz (TUR)          | 1 | -  | 6   | 0     |
| Abdul Majeed Maruwala (PAK) | 2 | 4  | 8   |       |
| Frank Andersson (SWE)       | 2 | 4  | 6   |       |
| Edwin Lins (AUT)            | 2 | 2  | 1   |       |
| Amadou Diop (SEN)           | 2 | 2  | 0   |       |
| Ilie Matei (ROU)            | 1 | 1  | 0   |       |

#### Pool B
| L              |                            | CP       | TP       |                            | L        |          |
| Omgång 1       | Omgång 1                   | Omgång 1 | Omgång 1 | Omgång 1                   | Omgång 1 | Omgång 1 |
| -------------- | -------------------------- | -------- | -------- | -------------------------- | -------- | -------- |
| 0              | Akira Ota (JPN)            | 3-1 PP   | 7-1      | Michele Azzola (ITA)       | 1        |          |
| 1              | Abdul Breesam Rahman (IRQ) | 1-3 PP   | 2-9      | Jai Prakash (IND)          | 0        |          |
| 1              | Bodo Lukowski (FRG)        | 0-3 P1   | 5:45     | Noel Loban (GBR)           | 0        |          |
| 0              | Macauley Appah (NGR)       | 3-1 PP   | 6-5      | Mamadou Diallo (MTN)       | 1        |          |
| Omgång 2       |                            |          |          |                            |          |          |
| 0              | Akira Ota (JPN)            | 4-0 TF   | 1:15     | Abdul Breesam Rahman (IRQ) | 2        |          |
| 1              | Michele Azzola (ITA)       | 4-0 TF   | 0:47     | Jai Prakash (IND)          | 1        |          |
| 1              | Bodo Lukowski (FRG)        | 4-0 TF   | 4:01     | Macauley Appah (NGR)       | 1        |          |
| 0              | Noel Loban (GBR)           | 4-0 TF   | 1:37     | Mamadou Diallo (MTN)       | 2        |          |
| Omgång 3       |                            |          |          |                            |          |          |
| 0              | Akira Ota (JPN)            | 4-0 TF   | 2:09     | Bodo Lukowski (FRG)        | 2        |          |
| 2              | Michele Azzola (ITA)       | 0-4 TF   | 4:22     | Noel Loban (GBR)           | 0        |          |
| 1              | Macauley Appah (NGR)       |          |          | Bye                        |          |          |
| 1              | Jai Prakash (IND)          |          |          | DNA                        |          |          |
| Sista omgången |                            |          |          |                            |          |          |
|                | Macauley Appah (NGR)       | 0-4 ST   | 0-13     | Akira Ota (JPN)            |          |          |
|                | Noel Loban (GBR)           | 4-0 TF   | 1:59     | Macauley Appah (NGR)       |          |          |
|                | Akira Ota (JPN)            | 3-1 PP   | 4-2      | Noel Loban (GBR)           |          |          |

| Brottare                   | L | ER | CP | Sista |
| -------------------------- | - | -- | -- | ----- |
| Akira Ota (JPN)            | 0 | -  | 11 | 7     |
| Noel Loban (GBR)           | 0 | -  | 11 | 5     |
| Macauley Appah (NGR)       | 1 | -  | 3  | 0     |
| Michele Azzola (ITA)       | 2 | 3  | 5  |       |
| Bodo Lukowski (FRG)        | 2 | 3  | 4  |       |
| Jai Prakash (IND)          | 1 | 2  | 3  |       |
| Abdul Breesam Rahman (IRQ) | 2 | 2  | 1  |       |
| Mamadou Diallo (MTN)       | 2 | 2  | 1  |       |

### Slutkamper
|                    | CP        | TP        |                      |           |
| 5:e plats          | 5:e plats | 5:e plats | 5:e plats            | 5:e plats |
| ------------------ | --------- | --------- | -------------------- | --------- |
| İsmail Temiz (TUR) | 0-4 PA    |           | Macauley Appah (NGR) |           |
| Bronsmatch         |           |           |                      |           |
| Clark Davis (CAN)  | 1-3 PP    | 1-5       | Noel Loban (GBR)     |           |
| Final              |           |           |                      |           |
| Ed Banach (USA)    | 4-0 ST    | 15-3      | Akira Ota (JPN)      |           |